# Ferdinand Wegscheider

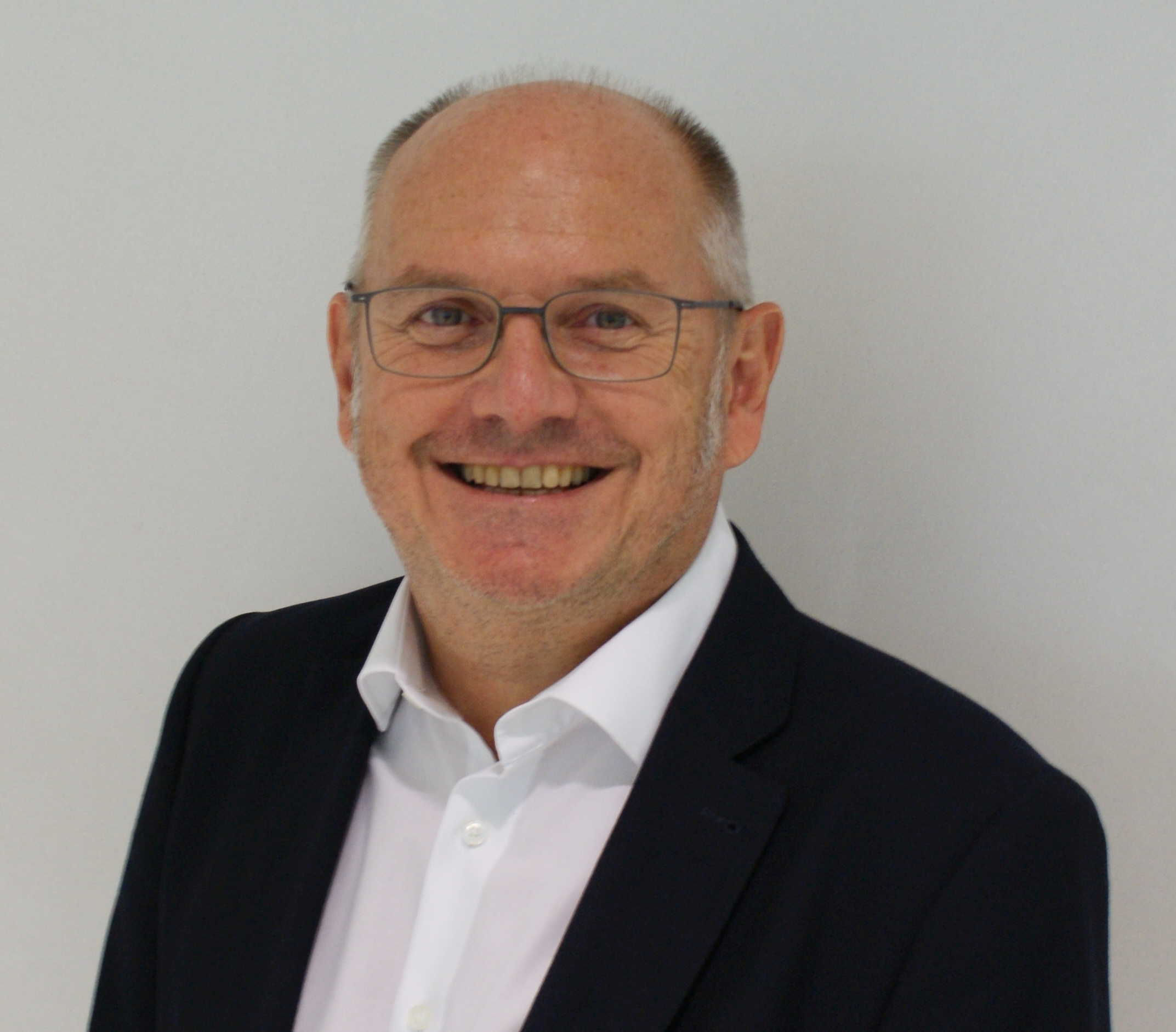
Ferdinand Wegscheider (2022)

Ferdinand Wegscheider (* 2. September 1960 in Salzburg) ist Programmchef des privaten Fernsehsenders ServusTV. Wegen seiner Stellungnahmen zur Corona-Pandemie geriet er in die Kritik.

## Leben
Ferdinand Wegscheider studierte ab 1978 Rechtswissenschaften an der Universität Salzburg, wo er 1983 zum Dr. iur. promoviert wurde. Nach dem Studium arbeitete er ab März 1984 beim ORF-Landesstudio Salzburg, und zwar als Redakteur, Moderator und Chef vom Dienst für Hörfunk und Fernsehen. Zum Jahresende 1989 verließ er den ORF und gründete mit der „UNI PRO GmbH“ (Universal-Programm-Gesellschaft) ein eigenes Medienunternehmen, in dem er als Geschäftsführer und Programmdirektor Erfahrungen in den Bereichen Film- und Fernseh-Produktion, Werbung und Öffentlichkeitsarbeit sammelte.
Im Jahr 1995 gründete er mit Salzburg TV den ersten Privatfernsehsender Österreichs, und zwar sechs Jahre bevor Privatfernsehen in Österreich gesetzlich erlaubt war. Ferdinand Wegscheider gilt damit als österreichischer Privatfernsehpionier. Beim Sendestart von Salzburg TV wurden über das Kabel der SAFE AG (heute Salzburg AG) zunächst 15.000 Haushalte im Pinzgau erreicht.
Für Aufsehen sorgte Wegscheider, nachdem Salzburg TV am 25. Oktober 2000 als erster österreichischer Privatfernsehsender einen terrestrischen Sender in Betrieb genommen hatte und damit auch per Zimmerantenne in Salzburg zu empfangen war. Eine gesetzliche Grundlage für privates terrestrisches Fernsehen hatte es damals noch nicht gegeben, weshalb der Sender auf dem Untersberg illegal als Piratensender betrieben wurde. Fünf Tage nach dem Start am 30. Oktober 2000 wurde der Sender deshalb von Beamten der Funküberwachung abgeschaltet, plombiert und für beschlagnahmt erklärt. Um gegen diese Maßnahme zu protestieren, trat Salzburg-TV-Geschäftsführer Wegscheider auf dem Alten Markt in einem Baucontainer zwei Wochen lang in Hungerstreik.
In weiterer Folge wurde mit dem Privatfernsehgesetz, das am 1. August 2001 in Kraft trat, eine gesetzliche Grundlage für privates terrestrisches Fernsehen geschaffen. Im Jahr 2002 erhielt Salzburg TV eine terrestrische Sendelizenz und war ab Dezember 2002 via Antenne vom Sender Untersberg aus zu empfangen.
2007 übernahm die Red Bull Media House GmbH den Sender Salzburg TV und entwickelte daraus ServusTV. Ende März 2008 verließ Wegscheider den Sender und widmete sich anderen Projekten, bis er 2014 als Ressortleiter für Information und Aktuelles zurückkehrte. Seit 2016 ist er dessen Programmchef, vom Sender selbst auch in der Außenkommunikation „Intendant“ genannt. Bei ServusTV gestaltet er samstags den mit satirischem Anspruch konzipierten Wochenrückblick Der Wegscheider, in dem er aktuelle Geschehnisse in Politik und Medien sowie zu Corona kommentiert.
Im Februar 2025 wurde sein Rückzug aus dem operativen Tagesgeschäft von ServusTV ab September 2025 bekanntgegeben.
Ferdinand Wegscheider ist Vater von zwei Kindern und wohnt in Salzburg. Er ist Mitglied in der Katholischen Österreichischen Hochschulverbindung (KÖHV) Rupertina Salzburg im ÖCV.

## Kritik
Österreichische Medien kritisierten, dass Ferdinand Wegscheider im Zuge der COVID-19-Pandemie den Sender ServusTV mit Hilfe von Diskussionsformaten wie dem Corona-Quartett als Plattform für Coronaverharmloser positionierte. In der als „Satire“ deklarierten Sendung Der Wegscheider attackierte er regelmäßig Maßnahmen zur Bekämpfung der Covid-19-Pandemie. Die Selbst-Einordnung als Satire wurde als ein rein juristisches Mittel eingestuft, um ungestraft Falschinformationen zur COVID-19-Pandemie verbreiten zu können. Wegscheider bezeichnete in der Sendung Impfstoffe gegen Covid-19 als „Genspritzen“ der „Impflobby“, die an „Menschen als Versuchskaninchen“ verabreicht werden und dass diese „unzureichend getestet seien“.
Wie die Süddeutsche Zeitung vermerkte, habe Wegscheider am 23. Oktober 2021 Zahlen zur Wirksamkeit der Corona-Impfung falsch dargestellt. Er behauptete außerdem faktenwidrig, Ivermectin finde in mehreren Ländern erfolgreich Anwendung zur Bekämpfung von Covid-19.
Der Presseclub Concordia übermittelte am 10. Dezember 2021 zu dieser Sendung eine Sachverhaltsdarstellung an die Kommunikationsbehörde Austria.
Darin bemängelte der Presseclub faktenwidrige Aussagen und mangelnde oder fehlende Argumentation Wegscheiders, einen unzulässigen Eingriff in die Sphäre Dritter und die Beeinträchtigung des Ansehens und Untergrabung der Glaubwürdigkeit von Wissenschaft und Medien. Wegscheider schrecke vor der Verwendung „verschwörungstheoretischer Codes“ nicht zurück.
Am 8. April 2022 wurde bekannt, dass nach einer Vorprüfung der KommAustria ein Verfahren eingeleitet wurde, da es „ausreichend Verdachtsmomente“ eines Rechtsverstoßes gebe. Am 23. Dezember 2022 gab die KommAustria bekannt, dass eine Rechtsverletzung wegen Nichtachtung der Grundsätze der Objektivität und Meinungsvielfalt vorliege. Der Bescheid der KommAustria wurde im Juni 2023 durch das Bundesverwaltungsgericht aufgehoben, im Mai 2024 jedoch auch das Erkenntnis des Bundesverwaltungsgerichts durch den Verwaltungsgerichtshof.
Nachdem das investigative Recherchenetzwerk Correctiv ein Treffen von Rechtsextremisten in Potsdam 2023 aufgedeckt hatte, bezeichnete Wegscheider die Enthüllungen als Fake News, ohne dies zu begründen. Er diffamierte Correctiv zudem als „links-grünes Scheinmedium“.

## Funktionen
- 1999–2004: Präsident des Österreichischen Privatfernsehverbandes[2]
- 2005–2008: Stellvertretender Vorsitzender des Fachverbandes Telekom-Rundfunk in der Wirtschaftskammer Österreich[2]
- 2006–2008: Vorsitzender der Fachvertretung Telekom-Rundfunk in der Wirtschaftskammer Salzburg[2]
- seit 1991: Präsident des Salzburger Presseklubs[2]
- seit 2006: Mitglied des Salzburger Filmbeirats[2]

## Auszeichnungen
- 2020: Ehrenzeichen des Landes Salzburg für Verdienste um die österreichische Medienvielfalt[3]